# Olympische Winterspiele 2022/Nordische Kombination
Bei den XXIV. Olympischen Winterspielen 2022 in Peking wurden zwei Einzelwettkämpfe und ein Teamwettkampf für Männer in der Nordischen Kombination ausgetragen. Austragungsort waren das Snow Ruyi National Ski Jumping Centre sowie das Nordische Ski- und Biathlonzentrum Guyangshu. Insgesamt gab es 55 Quotenplätze.

## Wettbewerbe und Austragungsmodus
Auch hier in Peking gab es keine Veränderungen im Programm und Austragungsmodus der Disziplinen in der Nordischen Kombination gegenüber den vorangegangenen Spielen in Pyeongchang. Der bei den Weltmeisterschaften 2013 in Val di Fiemme erstmals ins Programm aufgenommene und von da an bei Weltmeisterschaften regelmäßig durchgeführte Teamsprint kam hier in Peking nicht ins Wettbewerbsangebot und ist auch für die kommenden Spiele nicht vorgesehen.
So wurden folgende drei Wettbewerbe nach folgenden Regeln ausgetragen:
- Normalschanze/10-km-Langlauf: Die Teilnehmer absolvierten einen Sprung auf der Normalschanze. Entschieden wurde der Wettkampf mit einem Langlauf über 10 Kilometer per Gundersen-Methode. Der Lauf fand am selben Tag statt wie das Springen.[1]
- Großschanze/10-km-Langlauf: Dieser Wettbewerb unterlag im Prinzip denselben Regeln wie der Wettbewerb auf der Normalschanze, nur wurde hier auf der Großschanze gesprungen. Die Teilnehmer absolvierten einen Sprung auf der Großschanze. Entschieden wurde der Wettkampf mit einem Langlauf über 10 Kilometer per Gundersen-Methode. Der Lauf fand am selben Tag statt wie das Springen.[2]
- Teamwettbewerb: Jedes Team bestand wie seit den Spielen 1998 aus vier Athleten, die allerdings nur noch einen Sprung absolvierten. Gesprungen wurde wie bei den vorangegangenen Spielen von der Großschanze. Zur Entscheidung kam es durch eine 4 × 5-km-Langlaufstaffel, durchgeführt per Gundersen-Methode.[3]

## Qualifikation
| Nationen           | Einzel- wettkämpfe | Mannschafts- wettkampf |
| ------------------ | ------------------ | ---------------------- |
| China              | 1                  |                        |
| Deutschland        | 5                  | X                      |
| Estland            | 1                  |                        |
| Finnland           | 5                  | X                      |
| Frankreich         | 1 5                | X                      |
| Italien            | 4                  | X                      |
| Japan              | 5                  | X                      |
| Kasachstan         | 1                  |                        |
| Lettland           | 1                  |                        |
| Norwegen           | 5                  | X                      |
| Österreich         | 5                  | X                      |
| Polen              | 2                  |                        |
| ROC                | 3                  |                        |
| Schweiz            | 1 0                |                        |
| Slowenien          | 1                  |                        |
| Südkorea           | 1                  |                        |
| Tschechien         | 4                  | X                      |
| Ukraine            | 1                  |                        |
| Vereinigte Staaten | 5                  | X                      |
| Gesamt: 18 NOKs    | 55                 | 9                      |

## Bilanz

### Medaillenspiegel
| Platz  | Land        | Gold | Silber | Bronze | Gesamt |
| ------ | ----------- | ---- | ------ | ------ | ------ |
| 1      | Norwegen    | 2    | 2      | –      | 4      |
| 2      | Deutschland | 1    | 1      | –      | 2      |
| 3      | Japan       | –    | –      | 2      | 2      |
| 4      | Österreich  | –    | –      | 1      | 1      |
| Gesamt | Gesamt      | 3    | 3      | 3      | 9      |

### Medaillengewinner
| Disziplin                                | Gold                                                                     | Silber                                                            | Bronze                                                        |
| ---------------------------------------- | ------------------------------------------------------------------------ | ----------------------------------------------------------------- | ------------------------------------------------------------- |
| Gundersenwettkampf (Normalschanze/10 km) | Vinzenz Geiger (GER)                                                     | Jørgen Graabak (NOR)                                              | Lukas Greiderer (AUT)                                         |
| Gundersenwettkampf (Großschanze/10 km)   | Jørgen Graabak (NOR)                                                     | Jens Lurås Oftebro (NOR)                                          | Akito Watabe (JPN)                                            |
| Teamwettkampf (Großschanze/4 × 5 km)     | NorwegenJørgen Graabak Jens Lurås Oftebro Espen Bjørnstad Espen Andersen | DeutschlandManuel Faißt Eric Frenzel Vinzenz Geiger Julian Schmid | JapanAkito Watabe Yoshito Watabe Hideaki Nagai Ryōta Yamamoto |

## Zeitplan
| Datum       | Ortszeit | MEZ     | Disziplin                 |
| ----------- | -------- | ------- | ------------------------- |
| 9. Februar  | 16:00    | 09:00   | Skispringen Normalschanze |
| 9. Februar  | 19:00    | 12:00   | 10 km Skilanglauf         |
| 15. Februar | 16:00    | 09:00   | Skispringen Großschanze   |
| 15. Februar | 18:30    | 11:30 1 | 10 km Skilanglauf         |
| 17. Februar | 16:00    | 09:00   | Skispringen Großschanze   |
| 17. Februar | 19:00    | 12:00   | Team 4 × 5 km Skilanglauf |

## Ergebnisse

### Gundersen-Wettkampf Normalschanze/10-km-Langlauf
| Rang | Land | Athlet             | Springen    | Langlauf              | Endzeit [min] |
| Rang | Land | Athlet             | Pkte. (Pl.) | Nettozeit [min] (Pl.) | Endzeit [min] |
| ---- | ---- | ------------------ | ----------- | --------------------- | ------------- |
| 01   | GER  | Vinzenz Geiger     | 111,4 (11)  | 23:41,7 0(1)          | 25:07,7       |
| 02   | NOR  | Jørgen Graabak     | 114,1 0(9)  | 23:52,5 0(2)          | 25:08,5       |
| 03   | AUT  | Lukas Greiderer    | 123,4 0(2)  | 24:36,3 0(7)          | 25:14,3       |
| 04   | AUT  | Johannes Lamparter | 116,9 0(5)  | 24:12,7 0(3)          | 25:16,7       |
| 05   | GER  | Johannes Rydzek    | 122,2 0(4)  | 24:46,5 0(9)          | 25:29,5       |
| 06   | FIN  | Ilkka Herola       | 115,7 0(8)  | 24:24,1 (=4)          | 25:33,1       |
| 07   | JPN  | Akito Watabe       | 114,1 0(9)  | 24:24,1 (=4)          | 25:40,1       |
| 08   | GER  | Julian Schmid      | 123,1 0(3)  | 25:17,9 (21)          | 25:57,9       |
| 09   | AUT  | Franz-Josef Rehrl  | 115,8 0(7)  | 25:08,3 (17)          | 26:17,3       |
| 10   | NOR  | Jens Lurås Oftebro | 103,8 (20)  | 24:53,2 (11)          | 26:50,2       |

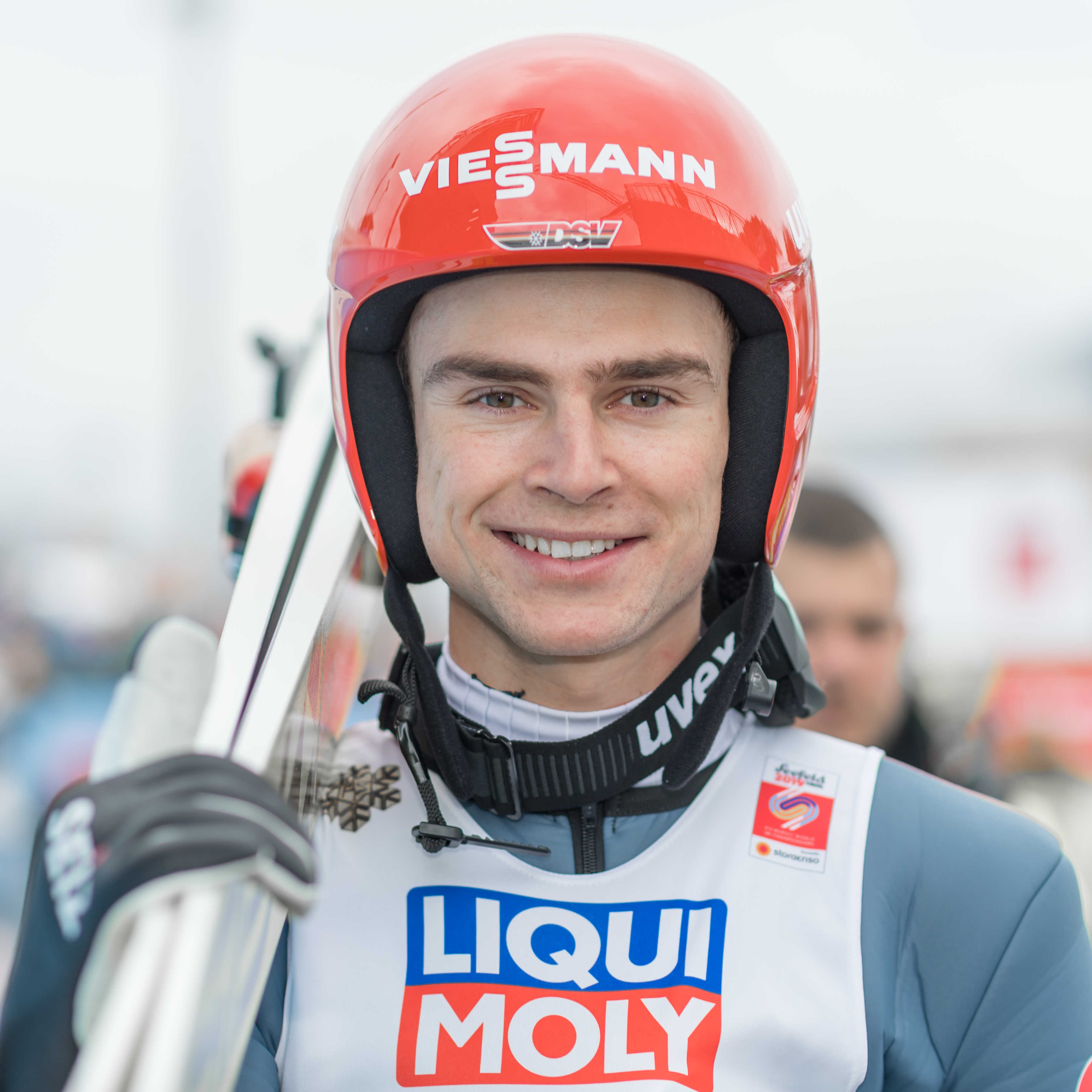
Mit einem überragenden Finish gewann Vinzenz Geiger den Wettbewerb von der Normalschanze

Skispringen: 9. Februar 2022, 16:00 Uhr (Ortszeit)
00000000000000000000000009:00 Uhr (MEZ)
Hillsize: 106 m/K-Punkt: 95 m
10 km Langlauf: 9. Februar 2022, 19:00 Uhr (Ortszeit)
00000000000000000000000000012:00 Uhr (MEZ)
Höhendifferenz: 46 m/Maximalanstieg: 26 m; /Totalanstieg: 88 m

### Gundersen-Wettkampf Großschanze/10-km-Langlauf
| Rang | Land | Athlet             | Springen    | Langlauf              | Endzeit [min] |
| Rang | Land | Athlet             | Pkte. (Pl.) | Nettozeit [min] (Pl.) | Endzeit [min] |
| ---- | ---- | ------------------ | ----------- | --------------------- | ------------- |
| 01   | NOR  | Jørgen Graabak     | 126,5 (12)  | 25:06,3 0(1)          | 27:13,3       |
| 02   | NOR  | Jens Lurås Oftebro | 127,5 (10)  | 25:26,7 0(1)          | 27:13,7       |
| 03   | JPN  | Akito Watabe       | 135,0 0(5)  | 26:19,9 (10)          | 27:13,9       |
| 04   | GER  | Manuel Faißt       | 133,0 0(4)  | 26:29,6 (15)          | 27:16,6       |
| 05   | AUT  | Lukas Greiderer    | 129,0 (11)  | 25:37,1 0(4)          | 27:25,1       |
| 06   | AUT  | Johannes Lamparter | 128,0 0(8)  | 26:04,3 0(8)          | 27:31,3       |
| 07   | GER  | Vinzenz Geiger     | 106,0 (14)  | 25:29,5 0(3)          | 27:44,5       |
| 08   | NOR  | Jarl Magnus Riiber | 139,8 0(1)  | 27:53,1 (36)          | 27:53,1       |
| 09   | EST  | Kristjan Ilves     | 128,7 0(2)  | 27:29,5 (20)          | 28:13,5       |
| 10   | GER  | Julian Schmid      | 116,0 0(9)  | 26:39,1 (17)          | 28:14,1       |

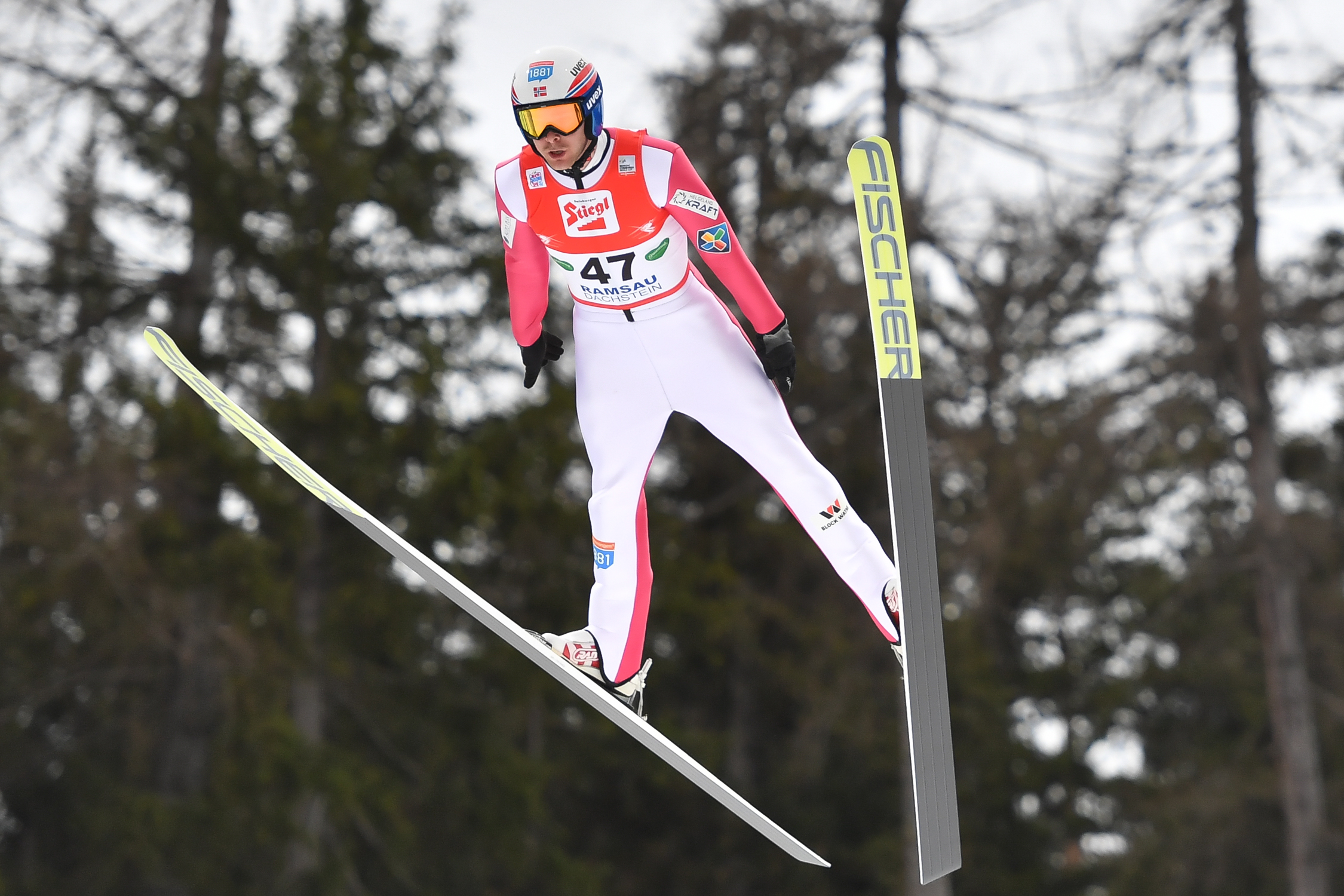
Jørgen Graabak feierte seinen dritten Olympiasieg in Folge im Wettbewerb von der Großschanze

Skispringen: 15. Februar 2022, 16:00 Uhr (Ortszeit)
000000000000000000000000009:00 Uhr (MEZ)
Hillsize: 140 m; K-Punkt: 125 m
10 km Langlauf: 15. Februar 2022, 18:30 Uhr (Ortszeit)
0000000000000000000000000000011:30 Uhr (MEZ)
Höhendifferenz: 46 m/Maximalanstieg: 26 m
Totalanstieg: 88 m

### Teamwettkampf
| Rang | Land                | Athlet                                                            | Springen    | Langlauf              | Endzeit       |
| Rang | Land                | Athlet                                                            | Pkte. (Pl.) | Nettozeit [min] (Pl.) | Endzeit       |
| ---- | ------------------- | ----------------------------------------------------------------- | ----------- | --------------------- | ------------- |
| 01   | Norwegen            | Jørgen Graabak Jens Lurås Oftebro Espen Bjørnstad Espen Andersen  | 469,4 0(2)  | 50:37,1 0(1)          | 0050:45,1 min |
| 02   | Deutschland         | Manuel Faißt Eric Frenzel Vinzenz Geiger Julian Schmid            | 467,0 0(3)  | 51:29,0 0(5)          | 0051:40,0 min |
| 03   | Japan               | Akito Watabe Yoshito Watabe Hideaki Nagai Ryōta Yamamoto          | 466,6 0(4)  | 51:28,3 0(4)          | 0051:40,3 min |
| 04   | Österreich          | Martin Fritz Johannes Lamparter Lukas Greiderer Franz-Josef Rehrl | 475,4 0(1)  | 51:44,7 0(8)          | 0051:44,7 min |
| 05   | Frankreich          | Mattéo Baud Gaël Blondeau Antoine Gérard Laurent Muhlethaler      | 410,0 0(5)  | 51:33,10(6)           | 0053:00,1 min |
| 06   | USA                 | Jasper Good Taylor Fletcher Jared Shumate Ben Loomis              | 387,1 0(7)  | 51:09,1 0(2)          | 0053:07,1 min |
| 07   | Tschechien          | Ondřej Pažout Jan Vytrval Lukáš Daněk Tomáš Portyk                | 403,7 0(6)  | 51:34,6 0(7)          | 0053:10,6 min |
| 08   | Finnland            | Ilkka Herola Arttu Mäkiaho Perttu Reponen Eero Hirvonen           | 385,1 0(8)  | 51:24,1 0(3)          | 0053:24,1 min |
| 09   | Italien             | Samuel Costa Alessandro Pittin Iacopo Bortolas Raffaele Buzzi     | 320,1 0(9)  | 53:40,0 0(9)          | 0057:07,0 min |
| 10   | Volksrepublik China | Zhao Zihe Zhao Jiawen Guo Yuhao Fan Haibin                        | 184,7 (10)  | 58:07,1 (10)          | 1:04:35,1 h00 |

Skispringen: 17. Februar 2022, 16:00 Uhr (Ortszeit), 9:00 Uhr (MEZ)
Hillsize: 140 m/K-Punkt: 125 m
4 × 5 km Langlauf: 17. Februar 2022, 19:00 Uhr (Ortszeit), 12:00 Uhr (MEZ)
Höhendifferenz: 46 m; Maximalanstieg: 26 m; Totalanstieg: 704 m

## Videolinks
- Nordic Combined - Men's Normal Hill + Individual 10km | Full Replay | #Beijing2022, youtube.com. Abgerufen am 26. August 2023
- Incredible finish! Vinzenz Geiger comes from behind to win Gold for Germany | 2022 Winter Olympics, youtube.com. Abgerufen am 26. August 2023
- Nordic Combined - Men's Large Hill + Individual 10km | Full Replay | #Beijing2022, youtube.com. Abgerufen am 26. August 2023
- Joergen Graabak leads a Norwegian Gold and Silver in Nordic combined | 2022 Winter Olympics, youtube.com. Abgerufen am 26. August 2023
- Nordic Combined - Men's Team Large Hill + 4x5km | Full Replay | #Beijing2022, youtube.com. Abgerufen am 26. August 2023
- The best of Nordic Combined at #Beijing2022, youtube.com. Abgerufen am 26. August 2023
- Norway win Nordic Combined relay as Germany hold off Japan for silver | 2022 Winter Olympics, youtube.com. Abgerufen am 26. August 2023